# Apel de sistem

System Call Interface-ul (SCI) nucleului Linux conține circa 380 de apeluri de sistem.

Un apel de sistem este metoda prin care un program solicită un serviciu de la nucleul sistemului de operare.